# Tuerie de Thy-le-Château
La tuerie de Thy-le-Château est un sextuple meurtre perpetré par Camille-Joseph van Laethem ayant eu lieu le 5 novembre 1953 dans le village de Thy-le-Château dans la commune de Walcourt en Belgique.
Van Laethem, surnommé "Canada" ("Patate" en patois local) par les autres villageois, naquit le 23 décembre 1901. Il était connu dans Thy-Le-Château comme un trublion violent et querelleur, ayant plus d'une fois eu affaire à la police, mais sans conséquences.
Ancien ouvrier agricole, il vivotait peu avant l'époque des meurtres, d'une pension d'invalidité et de travaux "au noir". Lorsque sa pension lui fut supprimée du fait de la découverte de ses autres revenus, il accusa ses voisins d'en avoir informé les autorités. Par vengeance, il répandit du goudron sur des plants de tabac dans le jardin de son voisin Aimable Walbrecht et vida ensuite un plein seau dans la cave de ce dernier. Il fut également rapporté qu'il avait cherché à se venger à la suite d'une querelle avec ses voisins à propos de quelques pigeons.

## Les faits
La séquence exacte des évènements de la soirée du 4 novembre 1953 demeurent inconnues, mais il apparait qu'entre 19:30 et 21:00, Van Laethem entre dans les maisons de ses voisins du quartier de "Versailles" armé d'un fusil et d'un couteau , il tire sur les hommes à la tête et poignarde les femmes au cou. 
Ainsi, il tua Aimable Walbrecht et blessa grièvement sa femme, tira sur Oscar Brousmiche dans sa cuisine et blessa très gravement sa femme Emilie. Ses dernières victimes furent Charles van der Beeken et sa femme Léonie, qui furent tués alors qu'ils jouaient aux cartes. là, van Laethem laissa son couteau fiché dans le dos de madame van der Beeken.
Après ces crimes, il s'enferma dans une grange, à quelques dizaines de mètres de son domicile et se suicida d'une balle dans la bouche. Le crime ne fut découvert que le lendemain matin lorsque des connaissances découvrirent les corps. Van Laethem fut découvert plus tard par la police. les deux femmes grièvement blessées furent emmenée à l'hôpital mais décédèrent peu après.
Liste des victimes:
- Oscar Brousmiche
- Emilie Brousmiche
- Charles van der Beeken, 70 ans.
- Leonie van der Beeken
- Aimable Walbrecht, 53 ans.
- Madame Walbrecht